# Гней Арий Авгур
Гней Арий Авгур (на латински: Gnaeus Arrius Augur) е политик и сенатор на Римската империя от 2 век.
През 121 г. той е консул заедно с Марк Аний Вер.